# کاشی تپه
کاشی تپه مربوط به دوره ساسانیان است و در شهرستان بیجار، روستای قزل علی واقع شده و این اثر در تاریخ ۱۸ مهر ۱۳۵۶ با شمارهٔ ثبت ۱۴۷۱ به‌عنوان یکی از آثار ملی ایران به ثبت رسیده است.